# Ha-Mim

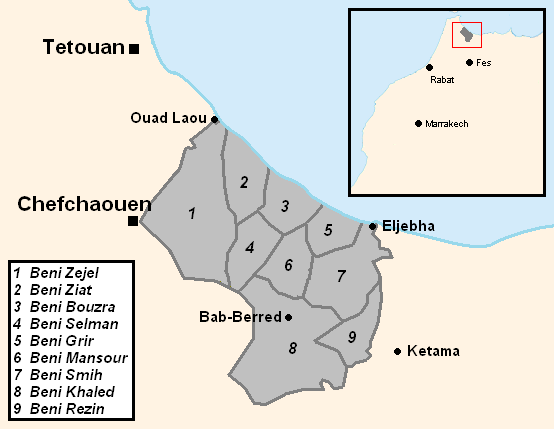
El territorio de los ghomaras en Marruecos.

Ha-Mim ibn Mann-Allah ibn Harir ibn Umar ibn Rahfu ibn Azerwal ibn Majkasa, más conocido como Ha-Mim o Abu Muhammad, un miembro de la tribu bereber de los ghomaras que se proclamó profeta en el año 925 cerca de Tetuán, en Marruecos. Su nombre se debe a una conocida combinación de las letras iniciales del Corán.
Sus pretensiones fueron ampliamente aceptadas por los ghomaras de la época, a los que impuso sus normas. Decía haber recibido una revelación en lengua bereber, de la que el historiador Ibn Jaldún (1332-1406) cita algunas partes en árabe: "¡Oh tú que estás más allá de la vista, que observas el mundo, libérame de mis pecados! Oh tú que salvaste a Moisés del mar, cree en Ha-Mim y su padre Abu-Khalaf Mann Allah...".
Murió en 927 luchando contra los bereberes masmuda cerca de Tánger, y fue sucedido políticamente por su hijo Isa, quien envió una embajada al califa cordobés Abderramán III. La historia posterior de su religión no está clara, pero es seguro que se desvaneció mucho antes de los tiempos de Ibn Jaldún.
- Datos: Q9001775